# 九宫大成南北词宫谱
《九宮大成南北詞宮譜》，簡稱《九宮大成》，是清朝的一部戲曲音樂曲譜集。
乾隆六年（1741年），和碩莊親王允祿奉旨編纂。樂工周祥鈺、鄒金生、徐興華、王文祿、朱廷鏐、徐應龍等人花了五年蒐集資料來編寫。終於在於乾隆十一年（1746年）編成。
《九宮大成》共82卷，南北曲曲牌2094個，曲譜4466首。全書選用了唐、五代、宋詞、金元諸宮調、元代散曲、明朝散曲、南戲、北雜劇、明清崑腔、清宮承應戲等等。南曲分為引曲、正曲、集曲，而北曲則分為隻曲、套曲（僅《九宮大成南北詞宮譜》）與合套（僅《九宮大成南北詞宮譜》）。當中涵蓋了仙呂宮、仙呂調、中呂宮、中呂調、大石調、大石角、越調、越角、正宮（南）、高宮（北）、小石調、小石角、高大石調、高大石角、南呂宮、南呂調、商調、商角、雙調、雙角、黃鐘宮、黃鐘調等等。這樣它成了中國戲曲音樂的重要參考資料。